# Kim Lia
Kim Lia (n. 20 decembrie 1999, Seul, Coreea de Sud) este o sportivă ce a reprezentat Coreea de Sud, medaliată olimpică. A participat la o ediție a Jocurilor Olimpice (2018) în care a câștigat o medalie de aur.

## Participări
Lista de mai jos prezintă principalele competiții la care a participat Kim Lia de-a lungul carierei.
- Patinaj viteză pe pistă scurtă la Jocurile Olimpice de iarnă din 2018 - ștafetă 3.000 m (feminin)